# Ole Rasmussen (Fußballspieler, 1952)
Ole Bo Rasmussen (* 19. März 1952 auf Amager) ist ein ehemaliger dänischer Fußballspieler und -trainer.

## Karriere
Rasmussen begann seine Karriere 1971 bei Næstved IF. Nach vier Spielzeiten auf Seeland wechselte er nach Deutschland zu Hertha BSC. Sein Debüt bei der „Alten Dame“ gab er im Januar 1976. Er kam mit der Hertha zweimal ins Finale des DFB-Pokals und wurde 1978 Dritter der deutschen Bundesliga. 1980 stiegen die Berliner ab und Rasmussen wechselte zurück in die Heimat zu Odense BK. Nach drei Jahren in der Heimat kehrte er in die deutsche Hauptstadt zurück und war mitbeteiligt am Wiederaufstieg. 1983 stieg der Verein abermals ab und der Däne spielte noch ein Jahr in der 2. Bundesliga, ehe er 1984 bei seinem Stammklub Næstved IF unterschrieb. Rasmussen beendete seine Karriere 1986.
International spielte er 41 Mal für Dänemark und erzielte einen Treffer. Er nahm an der Europameisterschaft 1984 in Frankreich teil, wo Dänemark im Halbfinale ausschied. 
Von 1996 bis 1998 war Rasmussen Trainer bei Næstved BK.